# París-Niça 1967
La París-Niça 1967 fou la 25a edició de la París-Niça. És un cursa ciclista que es va disputar entre el 8 i el 15 de març de 1967. La cursa fou guanyada pel britànic Tom Simpson, de l'equip Peugeot-BP-Michelin, per davant de Bernard Guyot (Pelforth-Sauvage-Lejeune) i Rolf Wolfshohl (Bic). Bernard Guyot també s'emportà la classificació de la muntanya, Jean-Claude Wuillemin (Pelforth-Sauvage-Lejeune) guanyà la classificació per punts i el conjunt Pelforth-Sauvage-Lejeune la d'equips.

## Participants
En aquesta edició de la París-Niça hi preneren part 96 corredors dividits en 12 equips: Bic, Salvarani, Mercier-BP, Pelforth-Sauvage-Lejeune, Peugeot-BP-Michelin, Romeo-Smith's, Flandria, Willem II-Gazelle Mann-Grundig, Grammont-Tigra, Kamomé-Wolber i Bières 33-Gitane. Aquest darrer conjunt era amateur. La prova l'acabaren 83 corredors.

## Resultats de les etapes
| Etapes   | Data       | Recorregut                   | Km     | Vencedor d'etapa | Líder de la general |
| -------- | ---------- | ---------------------------- | ------ | ---------------- | ------------------- |
| 1a etapa | 8 de març  | Athis-Mons-Châteaurenard     | 146 km | Guido Reybrouck  | Guido Reybrouck     |
| 2a etapa | 9 de març  | Châteaurenard-Château-Chinon | 148 km | Eddy Merckx      | Eddy Merckx         |
| 3a etapa | 10 de març | Lucy-Saint-Étienne           | 195 km | Guido Reybrouck  | Eddy Merckx         |
| 4a etapa | 11 de març | Saint-Étienne-Bollène        | 183 km | Rik van Looy     | Rolf Wolfshohl      |
| 5a etapa | 12 de març | Bollène-Marignane            | 172 km | André Desvages   | Rolf Wolfshohl      |
| 6a etapa | 13 de març | Marignane-Hyères             | 142 km | Eddy Merckx      | Tom Simpson         |
| 7a etapa | 14 de març | Hyères-Antibes               | 168 km | André Desvages   | Tom Simpson         |
| 8a etapa | 15 de març | Antibes-Niça (CRI)           | 28 km  | Bernard Guyot    | Tom Simpson         |

## Etapes

### 1a etapa
8-03-1967. Athis-Mons-Châteaurenard, 146 km.
|   | Ciclista          | Equip         | Temps      |
| - | ----------------- | ------------- | ---------- |
| 1 | Guido Reybrouck   | Romeo-Smith's | 3h 31' 01" |
| 2 | Adriano Durante   | Salvarani     | m. t.      |
| 3 | Raymond Steegmans | Bic           | m. t.      |

### 2a etapa
9-03-1967. Châteaurenard-Château-Chinon 148 km.
|   | Ciclista          | Equip               | Temps      |
| - | ----------------- | ------------------- | ---------- |
| 1 | Eddy Merckx       | Peugeot-BP-Michelin | 3h 56' 20" |
| 2 | Georges Chappe    | Mercier-BP          | + 1' 11"   |
| 3 | Jacques de Boever | Romeo-Smith's       | + 1' 20"   |

### 3a etapa
10-03-1967. Lucy-Saint-Étienne, 195 km.
|   | Ciclista         | Equip                    | Temps      |
| - | ---------------- | ------------------------ | ---------- |
| 1 | Guido Reybrouck  | Romeo-Smith's            | 5h 22' 05" |
| 2 | Walter Godefroot | Flandria                 | m. t.      |
| 3 | Jan Janssen      | Pelforth-Sauvage-Lejeune | m. t.      |

### 4a etapa
11-03-1967. Saint-Étienne-Bollène, 183 km.
El grup on va el líder Eddy Merckx perd 19'.
|   | Ciclista         | Equip               | Temps      |
| - | ---------------- | ------------------- | ---------- |
| 1 | Rik van Looy     | Willem II-Gazelle   | 4h 41' 52" |
| 2 | Walter Godefroot | Flandria            | m. t.      |
| 3 | Tom Simpson      | Peugeot-BP-Michelin | m. t.      |

### 5a etapa
12-03-1967. Bollène-Marignane, 172 km.
|   | Ciclista        | Equip                    | Temps      |
| - | --------------- | ------------------------ | ---------- |
| 1 | André Desvages  | Peugeot-BP-Michelin      | 4h 04' 04" |
| 2 | Jan Janssen     | Pelforth-Sauvage-Lejeune | m. t.      |
| 3 | Guido Reybrouck | Salvarani                | m. t.      |

### 6a etapa
13-03-1967. Marignane-Hyères, 142 km.
Merckx escapa amb el seu company d'equip Tom Simpson aconseguint per aquest un avantatge suficient per emportar-se la prova.
|   | Ciclista     | Equip               | Temps      |
| - | ------------ | ------------------- | ---------- |
| 1 | Eddy Merckx  | Peugeot-BP-Michelin | 3h 32' 41" |
| 2 | Tom Simpson  | Peugeot-BP-Michelin | m. t.      |
| 3 | Lucien Aimar | Bic                 | + 1' 26"   |

### 7a etapa
14-03-1967. Hyères-Antibes, 168 km.
|   | Ciclista              | Equip                    | Temps      |
| - | --------------------- | ------------------------ | ---------- |
| 1 | André Desvages        | Peugeot-BP-Michelin      | 4h 04' 06" |
| 2 | Bernard Vandekerkhove | Pelforth-Sauvage-Lejeune | m. t.      |
| 3 | Guido Reybrouck       | Romeo-Smith's            | + 25"      |

### 8a etapa
15-03-1967. Antibes-Niça, 28 km. CRI
Arribada situada al Passeig dels Anglesos. Guyot utilitza un desenvolupament de 55x13 molt poc utilitzat a l'època però que li permet guanyar la crono.
|   | Ciclista         | Equip                    | Temps   |
| - | ---------------- | ------------------------ | ------- |
| 1 | Bernard Guyot    | Pelforth-Sauvage-Lejeune | 40' 01" |
| 2 | Tom Simpson      | Peugeot-BP-Michelin      | + 2"    |
| 3 | Jacques Anquetil | Bic                      | + 11"   |

## Classificacions finals

### Classificació general
|    | Ciclista          | Equip                    | Temps       |
| -- | ----------------- | ------------------------ | ----------- |
| 1  | Tom Simpson       | Peugeot-BP-Michelin      | 29h 53' 58" |
| 2  | Bernard Guyot     | Pelforth-Sauvage-Lejeune | + 2' 07"    |
| 3  | Rolf Wolfshohl    | Bic                      | + 3' 41"    |
| 4  | Lucien Aimar      | Bic                      | + 4' 12"    |
| 5  | Jacques de Boever | Romeo-Smith's            | + 6' 48"    |
| 6  | Rik van Looy      | Willem II-Gazelle        | + 9' 31"    |
| 7  | Italo Zilioli     | Salvarani                | + 10' 17"   |
| 8  | Gilbert Desmet    | Romeo-Smith's            | + 10' 24"   |
| 9  | Walter Godefroot  | Flandria                 | + 12' 23"   |
| 10 | Eddy Merckx       | Peugeot-BP-Michelin      | + 18' 46"   |

## Evolució de les classificacions
| Etapa (Vencedor)           | Classificació general |
| -------------------------- | --------------------- |
| 0Etapa 1 (Guido Reybrouck) | Guido Reybrouck       |
| 0Etapa 2 (Eddy Merckx)     | Eddy Merckx           |
| 0Etapa 3 (Guido Reybrouck) | Eddy Merckx           |
| 0Etapa 4 (Rik van Looy)    | Rolf Wolfshohl        |
| 0Etapa 5 (André Desvages)  | Rolf Wolfshohl        |
| 0Etapa 6 (Eddy Merckx)     | Tom Simpson           |
| 0Etapa 7 (André Desvages)  | Tom Simpson           |
| 0Etapa 8 (Bernard Guyot)   | Tom Simpson           |